# Alfredo Allende (político)
Alfredo Estanislao Allende (Buenos Aires, 13 de noviembre de 1930 - 26 de abril de 2023) fue un abogado, diplomático, escritor y político argentino, que fue ministro de Trabajo de su país durante la presidencia de Arturo Frondizi.

## Biografía

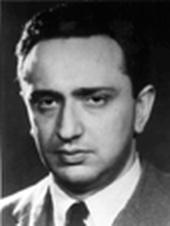
Alfredo Allende como ministro de trabajo en 1958.

Adhirió al radicalismo desde su etapa de estudiante; una vez recibido de abogado, comenzó a trabajar en una compañía de seguros poco después del derrocamiento del presidente Juan Domingo Perón; la intervención de los sindicatos por el gobierno, que excluía de los mismos a los dirigentes peronistas, le permitió ser delegado al Sindicato del Seguro en 1956 y al año siguiente Secretario General del mismo.
Adherido a la fracción intransigente del radicalismo, el presidente Arturo Frondizi lo nombró Subsecretario de Trabajo y Seguridad Social al asumir el gobierno, en mayo de 1958. Meses más tarde, al reorganizarse el gabinete, lo ascendió de rango, nombrándolo Ministro de Trabajo y Previsión de la Nación, con sólo 27 años de edad.
Su acción estuvo orientada a normalizar las relaciones con el sindicalismo peronista, llamando a elecciones en los sindicatos y de la Confederación General del Trabajo, intentando, al mismo tiempo, evitar que el peronismo tomara el control de los mismos; si bien consiguió que algunos sindicatos fueran dirigidos por "independientes", en la práctica la CGT quedó en manos peronistas. Cuando ésta se lanzó a una campaña de huelgas en gran escala en contra de la política económica de Frondizi, Allende presentó su renuncia.
Fue nombrado embajador argentino en Filipinas y posteriormente en Taiwán (República de China) hasta el final de la presidencia de José María Guido. Durante la presidencia de Illia fue asesor de varios sindicatos no peronistas, tarea que continuó desempeñando hasta fines de la última dictadura militar. Durante ésta fue síndico de la empresa estatal de energía SEGBA.
Dedicado a la docencia y la literatura, fue presidente de Universidades Populares Argentinas entre 1967 y 1973. Incorporado a la Unión Cívica Radical, formó parte de la Convención Nacional de la misma que secundó al candidato presidencial Raúl Alfonsín en 1983. Éste lo nombró embajador en Italia, cargo que ocupó durante toda su presidencia.
Fue diputado nacional por la UCR entre 1995 y 1999, y por el Movimiento Popular Bonaerense entre ese año y 2003. Integró las comisiones de relaciones exteriores, del trabajo y de defensa.
Falleció el 26 de abril de 2023 a los 92 años.

## Publicaciones
- "Historia de una gran ley" (14.455)
- Varios artículos en el diario Clarín sobre la generación industrialista encabezados por Vicente Fidel López y Carlos Pellegrini.
- Estudios sobre Diego de Alvear: tres cartas sobre desarrollo industrial
- "La globalización y las deudas externas" (ensayo)
- "Lorenzo Latorre, el estadista"

Fue también director de la Revista "Alternativa Nacional"